# Luigi Spagnolli
Luigi Spagnolli (Bolzano, 10 febbraio 1960) è un politico, dirigente pubblico e dirigente sportivo italiano, sindaco di Bolzano dal 2005 al 2015.

## Biografia
Coniugato con due figli, dottore in Scienze forestali (laurea conseguita presso l'Università di Firenze), è stato insegnante di scuola media, capo di gabinetto dei sindaci di Bolzano Marcello Ferrari, Valentino Pasqualin e Giovanni Salghetti Drioli, poi funzionario comunale (funzionario tecnico nell'area ambientale dal 1992, poi dal 1996 direttore dell'Ufficio Ambiente, infine dal 2001 direttore della Ripartizione Ambiente e Verde Pubblico). Nel 2001 è entrato a far parte del Comitato di Gestione del Parco Nazionale dello Stelvio, per diventare, dal 2003, coordinatore con funzioni di direttore del Parco stesso.
È stato atleta, tecnico, giudice e dirigente nell'ambito dell'atletica leggera, facendo anche parte dal 1992 al 2000 della giunta CONI altoatesina.

### Sindaco di Bolzano
Alle elezioni amministrative del 2005 il candidato sindaco di centrodestra Giovanni Benussi venne eletto primo cittadino di Bolzano, battendo per soli sette voti il sindaco uscente Giovanni Salghetti Drioli; il consiglio comunale era però a maggioranza di centrosinistra e la giunta venne quindi fatta decadere: seguì un periodo di commissariamento, in attesa delle elezioni in autunno.
Spagnolli (sganciato da qualsiasi partito, anche se considerato vicino alla Margherita) venne candidato sindaco da una coalizione formata dall'Unione (con l'eccezione del Partito dei Comunisti Italiani), dalla SVP e dall'UDC, oltre che della lista Ladins e della civica Projekt Bozen. L'accordo tra queste formazioni politiche prevedeva che l'SVP rinunciasse per la prima volta ad un proprio candidato sindaco, convogliando in questo modo gran parte dell'elettorato di madrelingua tedesca (un quarto degli abitanti di Bolzano) sul candidato espresso dagli alleati storici di centrosinistra. Il 6 novembre del 2005 Spagnolli è stato eletto al primo turno con il 50,35% dei voti.
Ha aderito al Partito Democratico fin dalla nascita del movimento a livello provinciale nel luglio del 2007.
È stato ricandidato per un secondo mandato alle elezioni del 2010, appoggiato da PD, SVP, Lista Bonino Pannella, PRC, PSI, SEL, Verdi ed IdV. Il 17 maggio è stato confermato sindaco di Bolzano al primo turno con il 52,45% di voti, battendo il candidato del centrodestra Robert Oberrauch (32,73%).
Il 18 aprile 2014 venne iscritto al registro indagati per abuso d'ufficio, in merito al raddoppio di un centro commerciale della città. Il susseguente processo terminò nel 2021, con una sentenza di assoluzione.
Ripresentatosi per un terzo mandato alle elezioni del 2015, con l'appoggio di PD, SVP, PSI e le liste civiche Noi Bolzano e Nuova Bolzano X Spagnolli, ottiene al primo turno il 41,6% dei consensi, non sufficienti per l'elezione immediata. Al successivo ballottaggio è poi riuscito a confermarsi alla guida del capoluogo altoatesino, battendo Alessandro Urzì (appoggiato da Forza Italia, Unitalia e L'Alto Adige nel cuore). Spagnolli non aveva la maggioranza in consiglio comunale, e per formare la giunta cercò e trovò l'accordo con SEL e con le liste civiche A Sinistra per Bolzano e Nuova città con Duzzi, senza però riuscire a coinvolgere i Verdi. La maggioranza in consiglio comunale era tuttavia di 23 su 45, e fu sufficiente la defezione di una consigliera della SVP perché la giunta non venisse approvata al primo tentativo.. Solo un secondo passaggio in extremis in consiglio, col voto favorevole dei Verdi, consentì l'approvazione della giunta. Nei mesi successivi, tuttavia, la maggioranza si dimostrò tutt'altro che coesa, e Spagnolli si dimise il 24 settembre 2015. La guida della giunta passò dunque al vice Klaus Ladinser, ma le dimissioni, nei giorni successivi, della maggior parte degli assessori, portò al commissariamento del comune il successivo 30 settembre.

### Elezione a senatore
Alle elezioni politiche del 2022 è stato candidato al Senato nel collegio uninominale Trentino-Alto Adige - 04 (Bolzano) per la coalizione di centrosinistra, che presentava un contrassegno unitario riunendo PD, Alleanza Verdi e Sinistra e +Europa. Spagnolli è stato eletto con il 26,13% dei voti, superando Manfred Mayr (SVP-PATT) con il 25,54% e Maurizio Bosatra (centrodestra) con il 24,8%. Il 18 ottobre viene eletto vicepresidente vicario del gruppo Per le Autonomie a cui ha aderito.